# لوغو دي فيتشنزا
لوغو دي فيتشنزا هي مدينة في مقاطعة فيتشنزا بإيطاليا.

## أعلام
- جينو بيليجريني